# 意属爱琴海群岛
意属爱琴海群岛是1912年至1943年由意大利王国以及1943年至1945年由意大利社会共和国（德国占领）统治的爱琴海东南部岛屿，该岛屿至1947年在名义上仍属于意大利（英国占领）。1947年《对意大利和约》签订后，意属爱琴海群岛划归希腊。1912年，意土战争后，意大利占领了除卡斯泰洛里佐岛以为的其他佐澤卡尼索斯群島。虽然意大利曾承诺将岛屿归还奥斯曼土耳其，但意大利一直维持着对该岛屿的管理，1923年土耳其在《洛桑条约》放弃了对其主权。